# Proxima Centauri
Proxima Centauri (též alfa Centauri C a V 645 Centauri) je hvězda nacházející se ve vzdálenosti 4,22 světelných let (tj. přibližně 1,3 parseku nebo 3,99×1013 kilometrů) od Země. Je tak nejbližší hvězdou sluneční soustavy. Jedná se o červeného trpaslíka spektrální třídy M v souhvězdí Kentaura, v úhlové vzdálenosti přibližně 2° od nejjasnější hvězdy souhvězdí, alfy Centauri. Po astrofyzikální stránce jde o nepravidelnou eruptivní proměnnou hvězdu typu UV Ceti. Vzhledem ke své poloze na jižní pozemské obloze není Proxima severně od 27. rovnoběžky pozorovatelná, tedy ani v nejjižnější části Evropy nevychází nad obzor.
Pro pozemského pozorovatele se po Slunci jedná o nejbližší známou hvězdu. Hvězda má i přes svou blízkost zdánlivou hvězdnou velikost jen 11m, je tedy 100krát slabší než nejslabší hvězda viditelná pouhým okem. Objevil ji v roce 1915 Robert Innes (1861–1933), který byl tehdy ředitelem Union Observatory v Johannesburgu v Jižní Africe. Pro pozorování hvězdy je nutný teleskop o průměru minimálně 8 cm a i tak je možno hvězdu pozorovat jen za ideálních podmínek (jasná obloha, bezměsíčná noc, hvězda vysoko nad obzorem).
Proxima Centauri se nalézá ve vzdálenosti 13 000 astronomických jednotek (0,21 světelných let) od těžiště soustavy A a B dvojhvězdy alfy Centauri a mohla by se proto nacházet na oběžné dráze o periodě přibližně 500 000 let. Proto bývá Proxima značena také jako alfa Centauri C. Přesná astrometrická měření družice Hipparcos však naznačují, že i když se Proxima a obě složky dvojhvězdy alfa Centauri v současné době gravitačně ovlivňují, v budoucnosti se pravděpodobně od sebe vzdálí. Při pozorování z alfy Centauri A nebo B by Proxima v současné době vypadala jako hvězda zdánlivé hvězdné velikosti 4,5m.
V roce 2002 byl optickou interferometrií přímo změřen její zdánlivý průměr 1,02 ± 0,08 tisícin obloukové vteřiny, což znamená, že Proxima Centauri je přibližně o polovinu větší než planeta Jupiter.
Proxima Centauri byla kvůli své malé vzdálenosti od Země často navrhována jako první cíl průkopnického mezihvězdného letu.
V roce 2016 oznámila Evropská jižní observatoř objev Proximy Centauri b, planety obíhající hvězdu ve vzdálenosti přibližně 0,05 astronomické jednotky (7 500 000 km) s oběžnou dobou přibližně 11,2 dne. Její odhadovaná hmotnost nejméně 1,3násobkem hmotnosti Země. Rovnovážná teplota Proximy b je v takovém rozmezí, které by na jejím povrchu mohlo umožňovat existenci vody v kapalném skupenství, planeta tedy obíhá v obyvatelné zóně hvězdy. V lednu 2020 byl objeven kandidát na Proximu Centauri c, o hmotnosti 5,8 Země, s oběžnou dobou 1 900 dní a s povrchovou teplotou −234 °C. V únoru 2022 Evropská jižní observatoř oznámila objev kandidáta Proximy Centauri d s oběžnou dobou 5 dní ve vzdálenosti 4 000 000 km a hmotností přibližně 0,25 Země. Jde o jednu z nejlehčích dosud objevených exoplanet a vůbec nejlehčí objevenou metodou měření radiálních rychlostí. Proxima Centauri je červený trpaslík a je sporné, že by na jejích planetách mohl existovat život. Předchozí hledání planet vyloučilo přítomnost hnědých trpaslíků a plynných obrů v okolí hvězdy.
V roce 2017 detekoval radioteleskop ALMA prach v okolí Proximy Centauri. Pozorovaný protoplanetární disk leží v pásu, který se rozkládá do vzdálenosti několika set milionů kilometrů od hvězdy a mohl by být známkou přítomnosti komplexního planetárního systému.

## Původ jména
Název hvězdy se skládá z (latinsky proxima) – nejbližší v ženském rodu a názvu souhvězdí v genitivu. Překlad jména hvězdy je Nejbližší (z) Kentaura. Název „V645 Centauri“ se řídí pravidly pro pojmenování proměnných hvězd a říká, že se jedná o 645. proměnnou hvězdu, která byla objevena v souhvězdí Kentaura.

## Fyzikální vlastnosti

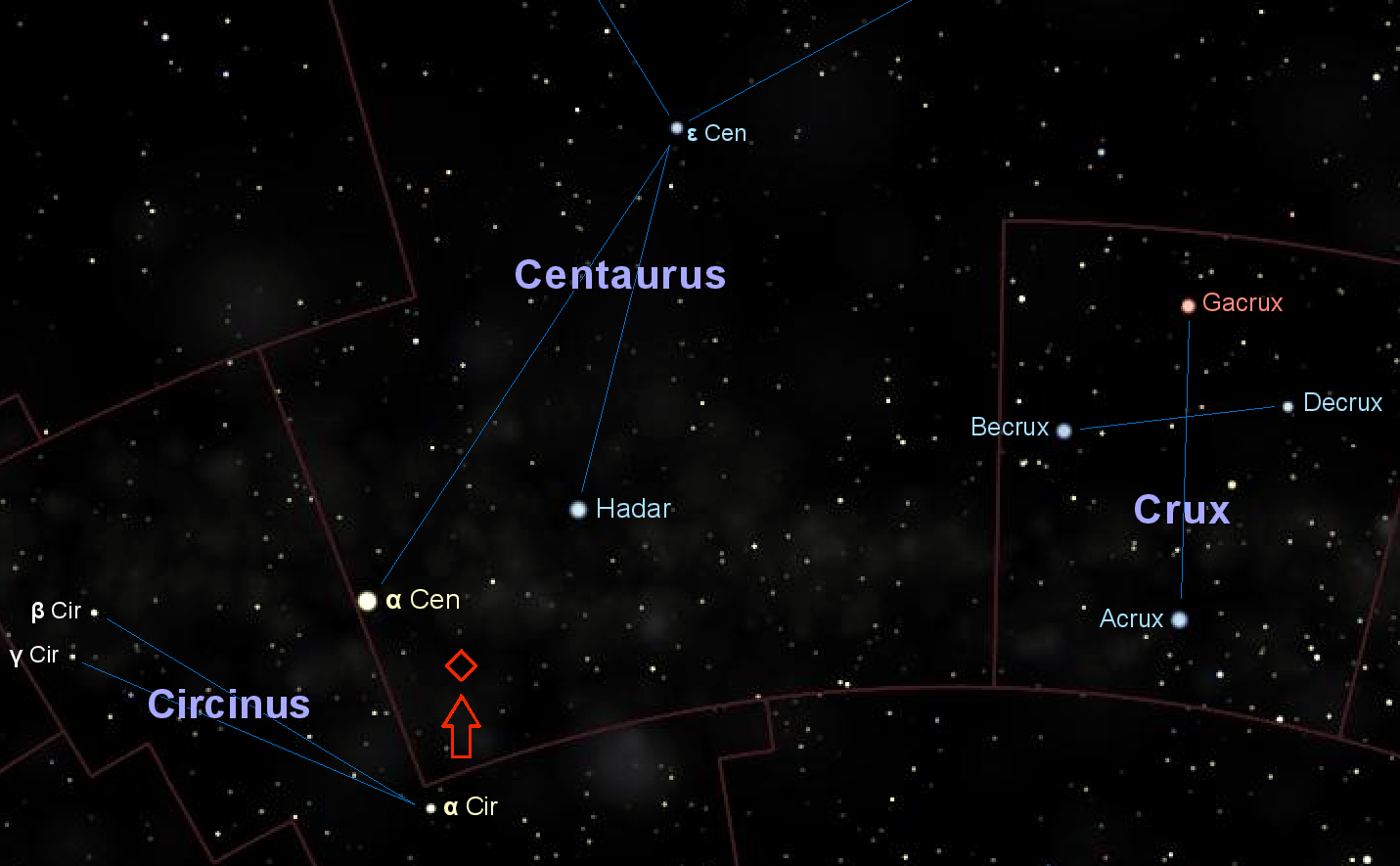
Poloha Proximy Centauri při pozorování ze Země (hvězda označena červenou šipkou).

Srovnání velikostí hvězd zleva – Slunce, Alfa Centauri A, Alfa Centauri B, Proxima Centauri.

Proxima Centauri je červeným trpaslíkem spektrální třídy M a patří ke hlavní posloupnosti hvězd v Hertzsprungově–Russellově diagramu. Hvězda je dále klasifikována jako pozdní M trpaslík. Klasifikace M5,5 Ve znamená, že se jedná o málo hmotného trpaslíka třídy M.
Se sotva 12,3 % hmotnosti Slunce (přibližně 129 hmotností Jupiteru) má hvězda přes svou blízkost zdánlivou hvězdnou velikost 11,05m. Je to stokrát méně než nejslabší pouhým okem pozorovatelná hvězda. Absolutní hvězdná velikost (jasnost, jakou má hvězda ze vzdálenosti 10 parseků) je 15,5m. Jestliže by byla Proxima Centauri na místě Slunce, byla by jen stokrát jasnější než Měsíc v úplňku. Planety by pouhým okem nebyly viditelné, kromě Venuše, která by zářila v době své největší jasnosti jako hvězda šesté velikosti. Úplněk by zářil jako matný červený kotouč o zdánlivé velikosti −2m.
Proxima Centauri vyzařuje mnohem méně energie než Slunce. Nejvíce záření vydává hvězda v infračervené oblasti spektra, na vlnové délce 1,2 µm. Ve viditelné oblasti spektra má hvězda jen 0,056 % svítivosti Slunce. Chromosféra hvězdy je aktivní a vykazuje emise jednou ionizovaného hořčíku na 280 nanometrech.
Jestliže by měla Proxima o třetinu menší hmotnost, nemohla by v ní již probíhat fúze vodíku, nespadala by pod definici hvězdy a byla by pouze hnědým trpaslíkem. Gravitace na povrchu hvězdy je 5,20 log(g). Průměrná hustota hvězdy hlavní posloupnosti stoupá se snižující se hmotností hvězdy a Proxima není mezi hvězdami výjimkou. Hvězda má průměrnou hustotu 56 800 kg/m3. Pro srovnání Slunce má průměrnou hustotu 1 409 kg/m3.
Proxima Centauri vytváří relativně slabý hvězdný vítr. Úbytek hmotnosti hvězdy nepřekračuje 20 % procentuálního úbytku hmotnosti Slunce slunečním větrem. Hvězda je mnohem menší než Slunce, přesto je úbytek hmotnosti na jednotku plochy osmkrát větší než u Slunce.
Vlivem blízkosti hvězdy mohl být změřen její úhlový průměr. Dalekohledy VLT v Observatoře Paranal v Chile změřily v roce 2002 s pomocí optického interferometru úhlový průměr Proxima Centauri na 1,02 ± 0,08 milivteřin. S pomocí známé vzdálenosti hvězdy byl vypočítán průměr hvězdy na přibližně 200 000 km. To je sedmina průměru Slunce nebo 1,5násobek průměru Jupiteru.

### Eruptivní proměnná hvězda
Proxima Centauri spadá do kategorie eruptivních proměnných hvězd typu UV Ceti, jejichž jasnost kvůli magnetické aktivitě hvězdy stoupá nad průměrnou hodnotu. Vlivem malé hmotnosti hvězdy je nitro hvězdy plně konvektivní (vytvořené teplo je z vnitřku hvězdy ven přenášené prouděním plazmatu, nikoliv zářením). Konvekce je spojená s vytvářením a přenosem magnetického pole hvězdy. Na povrchu hvězdy je magnetická energie magnetického pole hvězdy uvolněna erupcemi, které mohou zdvojnásobit jasnost hvězdy. Znamená to zvýšení jasnosti hvězdy o jednu magnitudu.
Erupce mohou dosáhnout velikosti hvězdy a dosáhnout teploty až 2 miliónů Kelvinů. Z důvodu vysoké teploty erupcí může hvězda zářit v oblasti rentgenového záření stejnou jasností jako Slunce. Maximální hodnota rentgenového záření největší erupce může dosáhnout až 1028 erg/s.
Až 88 % povrchu hvězdy může být aktivní; to je mnohem větší podíl než u Slunce, dokonce v době jeho nejvyšší aktivity slunečních skvrn. Dokonce v klidných dobách s málo nebo žádnými erupcemi zvyšuje tato aktivita teplotu korony Proximy Centauri až na 3,5 miliónů Kelvinů, přičemž teplota sluneční koróny je maximálně 2 miliónů Kelvinů.
Celková aktivita Proximy je ve srovnání s ostatními červenými trpaslíky označována jako relativně nízká, což odpovídá odhadovanému věku hvězdy. Aktivita hvězdy se po dobu miliard let z důvodu ubývající rychlosti rotace hvězdy snižuje.
Blízkost hvězdy umožňuje dobře pozorovat její erupce. Doba proměnnosti hvězdy je odhadována na 442 dní. Hvězdný cyklus má přibližně 7 let.
V roce 1980 vytvořila sonda Einstein Observatory (High Energy Astronomy Observatory 2) přesnou křivku rentgenové energie její erupce. Další pozorování erupcí provedly sondy EXOSAT a ROSAT. Měření emisí rentgenového záření menších erupcí, podobných slunečním, provedla japonská sonda ASCA v roce 1995. Proxima Centauri je důležitým cílem pro většinu sond, které pozorují v oblasti rentgenového záření, jako XMM-Newton a Chandra.

### Další vývoj hvězdy
Vlivem relativně nízké produkci energie a promíchávání prvků konvekcí uvnitř hvězdy bude červený trpaslík o hmotnosti Proximy Centauri přibližně 4 biliony let hvězdou hlavní posloupnosti, daleko déle než ostatní hvězdy. To odpovídá přibližně 300násobku věku dnešního vesmíru. Protože Proxima Centauri jako všichni ostatní červení trpaslíci uskutečňuje přenos tepla konvekcí, je helium produkované termojadernou fúzí rovnoměrně rozdělené po celé hvězdě a neshromažďuje se v jádru hvězdy. Ve Slunci, které shromažďuje helium ve svém jádru, bude spotřebováno jadernou fúzí jen 10 % vodíku, který má hvězda k dispozici, když opustí hlavní posloupnost. Naproti tomu Proxima spotřebuje vodíku mnohem více, než opustí hlavní posloupnost a skončí termonukleární fúze vodíku.
Když se díky fúzi vodíku ve hvězdě shromáždí více helia, stane se hvězda menší a teplejší a změní svojí barvu z červené na modrou. V tomto stádiu vývoje se stane hvězda zřetelně jasnější. V té době dosáhne 2,5 % dnešní svítivosti Slunce. Současně se po dobu několik miliard let zvýší teplota na objektech, které obíhají hvězdu. Když se nakonec vyčerpají zásoby vodíku, stane se Proxima Centauri, bez vývojové fáze červeného obra, bílým trpaslíkem. Poté bude hvězda pomalu ztrácet zbývající teplo.

## Astrometrie

### Galaktická oběžná dráha

Vzdálenosti nejbližších hvězd Slunci v době 20 000 let do minulosti až 80 000 let do budoucnosti

Proxima Centauri obíhá centrum Mléčné dráhy ve vzdálenosti, která kolísá mezí 8,313 až 9,546 kpc a má excentricitu 0,069. Vlastní pohyb hvězdy po obloze je díky malé vzdálenosti hvězdy relativně velký 3,85″/rok. Za dobu sotva pěti set let na obloze překoná vzdálenost úhlového průměru Měsíce.

### Vzdálenost
U hvězdy byla změřena paralaxa 772,3 ± 2,4 obloukových milisekund družicí Hipparcos, a ještě přesnější hodnota 768,7 ± 0,3 obloukových milisekund byla získána přístrojem Fine Guidance Sensor Hubbleova vesmírného dalekohledu. Tím byla potvrzena vzdálenost Proximy Centauri na 4,2 světelných let (nebo 270 000 AU) od Země.
Proxima Centauri je 32 000 let hvězdou nejbližší Slunci a ještě dalších 30 000 let jí zůstane, než jí vystřídá Ross 248. Za 26 700 let dosáhne vzdáleností 3,11 světelných let nejbližšího přiblížení ke Slunci.

## Příslušnost ksystému Alfa Centauri
Příslušnost Proximy Centauri k systému alfy Centauri byla objasněna v roce 2016.
Úhlová vzdálenost Proximy k Alfě Centauri je 2,2 stupně (čtyři úhlové průměry Měsíce). Je tímto vzdálena přibližně 15 000 ± 700 AU nebo 0,21 světelných let od této dvojhvězdy (1/20 své vzdálenosti k Slunci). To odpovídá tisícinásobku vzdálenosti mezi alfou Centauri A a alfou Centauri B nebo 500násobku vzdálenosti mezi Neptunem a Sluncem.
Astrometrická měření družice Hipparcos prakticky potvrzují domněnku, že se Proxima Centauri nachází na oběžné dráze kolem dvojhvězdy, s oběžnou dobou řádově kolem 500 000 let (údaje poskytují data v řádech sta tisíce až k několika miliónům let). Proto je Proxima označována jako alfa Centauri C. Data udávají oběžnou dráhu s minimální vzdáleností 1000 AU a s maximální vzdáleností 20 000 AU od centra dvojhvězdy jako extrémně excentrickou. V současné době je Proxima Centauri poblíž svého apoastronu (nejvzdálenějšího bodu oběžné dráhy od alfy Centauri A a B). Jsou nutná přesnější měření radiální rychlosti hvězdy pro potvrzení uvedených údajů.
Podle odhadů Matthews a kol., s ohledem na malou vzdálenost a podobný vlastní pohyb hvězdy, je možnost, že pozorované rozmístění hvězd je náhodné, přibližně jedna ku milionu.
Určitá měření radiální rychlosti, například v Glieseho katalogu, neodpovídají vázanému hvězdnému systému, takže nelze vyloučit, že se jedná pouze o náhodné setkání hvězd. Tyto domněnky jsou podporované simulačními výpočty, které vychází z předpokladu, že vazební energie systému dává jen ve 44 % možností gravitačně vázaný systém.
Pozorování z roku 1994 naznačují, že Proxima Centauri spolu s vnitřní dvojhvězdou a devíti dalšími hvězdami tvoří pohybovou skupinu hvězd. Následkem toho by Proxima neuskutečňovala oběh vnitřní soustavy vázaným pohybem, ale její dráha by byla vnitřní dvojhvězdou hyperbolicky rušená. Toto naznačuje, že Proxima neuskuteční celý oběh okolo Alfa Centauri A a B.

## Okolí hvězdy
Z Proximy je vidět dvojhvězda alfa Centauri A a B jako velice jasná hvězda o zdánlivé velikosti −6,80m. V závislosti na poloze hvězdy A a B na svých oběžných drahách je někdy dvojhvězda snadno rozlišitelná pouhým okem, někdy je vidět jako jediná hvězda. Alfa Centauri A má jasnost −6,52m, B má jasnost −5,19m. Po centrální dvojhvězdě a Slunci je další nejbližší hvězdou ve vzdálenosti 6,6 světelných let Barnardova šipka. Slunce má z Proximy zdánlivou jasnost 0,4m a nachází se v souhvězdí Kasiopeji.
Z alfy Centauri je Proxima přes svoji blízkost (pětina světelného roku) vidět jako hvězda o jasnosti 4,5m. To ukazuje, jak slabou hvězdou Proxima ve skutečnosti je.
Lze si představit, že Proxima Centauri dokáže v periastronu odklonit některé komety Oortova oblaku systému dvojhvězdy a tím případné terestrické planety zásobit vodou. Pokud by Proxima byla v době svého vzniku vázaná systémem alfa Centauri, je velice pravděpodobné, že měla v té době stejný podíl chemických prvků. Dodatečně pak mohla gravitace alfy Centauri ovlivnit protoplanetární disk a tím by se do systému dostal vodní led. Hypotetická planeta pozemského typu by takto mohla být zásobena materiálem.

## Planetární systém
První údaje o exoplanetě nalezl v roce 2013 Mikko Tuomi z University of Hertfordshire z archivních datech pozorování hvězdy. Aby Evropská jižní observatoř mohla potvrdil případný objev planety, zahájila v prosinci 2016 projekt Pale Red Dot. Dne 24. srpna 2016 tým 31 vědců z celého světa, vedený Guillemem Angladou-Escudou z Queen Mary University of London, potvrdil existenci Proximy Centauri b prostřednictvím recenzovaného článku publikovaného v časopise Nature. Měření bylo provedeno pomocí dvou spektrografů, HARPS s dalekohledem o průměru 3,6 metru v observatoři La Silla a UVES připojenému k dalekohledu VLT o průměru 8 metrů v Observatoři Paranal.
Proxima Centauri b obíhá hvězdu ve vzdálenosti zhruba 0,05 AU (7 500 000 km) a má oběžnou dobu přibližně 11,2 dne. Její odhadovaná hmotnost je nejméně 1,3násobkem hmotnosti Země. Navíc se odhaduje, že rovnovážná teplota Proxima b je v rozmezí, že by na jejím povrchu mohla existovat voda v kapalném skupenství; je pravděpodobné, že obíhá v obyvatelné zóně Proximy Centauri. Byl detekován i druhý signál v periodě 60 až 500 dní, ale jeho povaha je stále nejasná kvůli aktivitě hvězdy.
Před objevem planety se uskutečnilo velké množství měření radiální rychlosti hvězdy omezilo maximální hmotnost, kterou by mohla mít planeta u Proximy Centauri. Aktivita hvězdy přidává šum do měření radiální rychlosti, což komplikuje detekci společníka pomocí této metody. V roce 1998 průzkumem Proximy Centauri pomocí Faint Object Spectrograph na Hubbleově vesmírném dalekohledu se objevily důkazy o družici, která obíhá ve vzdálenosti přibližně 0,5 AU. Následným vyhledáváním pomocí Wide Field Planetary Camera 2 se nepodařilo nalézt žádný objekt. Astrometrická měření na Cerro Tololo Inter-American Observatory vyloučily planetu o hmotnosti Jupitera s oběžnou dobou 2 až 12 let.
Proxima Centauri společně s Alfou Centauri A a B patřila k prvním cílům mise Space Interferometry Mission NASA, která mohla najít planety o hmotnosti menší než Země. Tento projekt byl však zrušen.

### Planetární disk
V roce 2017 detekoval radioteleskop ALMA Evropské jižní observatoře pracující v Chile prach v okolí Proximy Centauri. Pozorovaný prach leží v pásu, který se rozkládá do vzdálenosti několika set milionů kilometrů (ve sluneční soustavě by sahal přibližně od oběžné dráhy Země až téměř k Jupiteru). Jeho odhadovaná hmotnost představuje asi 1/100 Země a teplota částic v této oblasti kolem −230 °C. Navíc se zdá, že v soustavě Proximy může být ještě jeden o něco chladnější vnější prachový pás.
Tyto oblasti by mohly být známkou přítomnosti komplexního planetárního systému, neboť jde zřejmě o zbytky látky nespotřebované při vzniku a vývoji planet. Oba pásy se však nacházejí mnohem dále od Proximy, než planeta Proxima b, která ji obíhá ve vzdálenosti jen několika milionů kilometrů.

### Možnost života
Z modelů vychází, že planeta, na které by mohla být na povrchu voda v tekutém skupenství, by od Proximy nesměla být dále než 0,032 AU. Kdyby planeta obíhala v takové blízkosti hvězdy, měla by mít vlivem slapových sil vázanou rotaci. Jedna strana planety by byla stále natočená k hvězdě a její slunce by bylo na stále stejném místě oblohy. Jeden rok by byl v této vzdálenosti od hvězdy dlouhý sotva 6,3 pozemského dne. I tak pomalá rotace by stačila k vytvoření magnetického pole a jádro planety by zůstalo roztavené. Jestliže by magnetické pole planety bylo slabé, nestačilo by ochránit její atmosféru před výbuchy korony a planeta by ztrácela atmosféru.
Protože na Proximě neustále dochází k protuberancím, je na takové planetě život sotva možný. Během několika minut se může svítivost hvězdy zdvojnásobit až trojnásobit. Takové protuberance by zničily atmosféru jakékoliv planety, která se nachází v obyvatelné zóně hvězdy.

## Mezihvězdná cesta
Proxima Centauri je často díky své malé vzdálenosti navrhována jako smysluplný cíl prvního mezihvězdného letu, přestože eruptivní proměnná hvězda nepředstavuje lehký cíl. Při dnešních dosažitelných rychlostech by mezihvězdná sonda letěla 4 světelné roky 32 000 let.
S projektem Longshot existuje koncept, jak Proximy a sousední soustavu alfy Centauri A a B dosáhnout během 100 let.

## Objev hvězdy

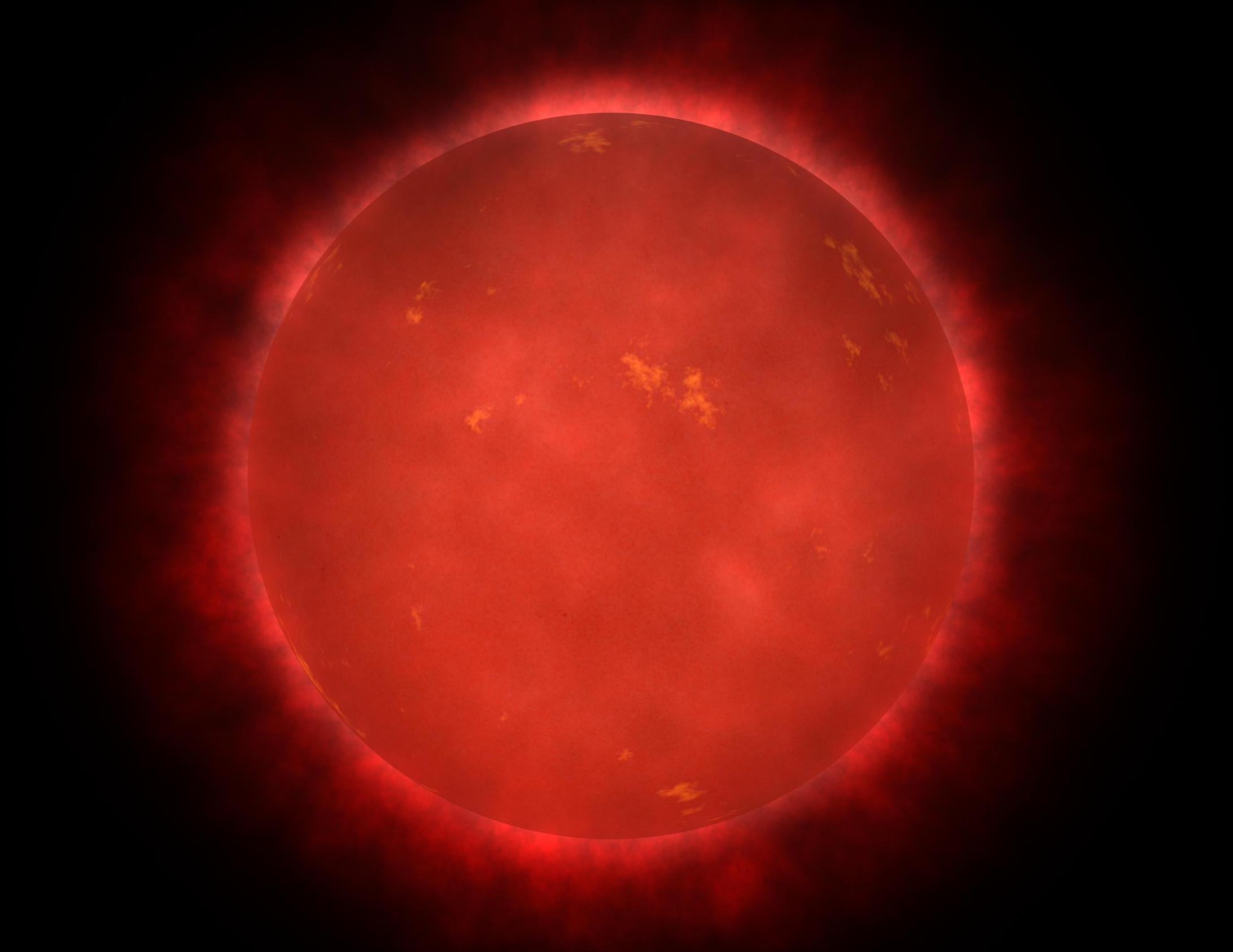
Umělecká představa červeného trpaslíka, ilustrace (NASA)

Po dlouhou dobu byla alfa Centauri považována za hvězdu nejbližší Sluneční soustavě, až v roce 1915 Robert Innes, tehdejší ředitel hvězdárny v Johannesburgu, porovnáním fotografických desek objevil maličkou hvězdičku v sousedství alfy Centauri a zjistil, že hvězdy vykazují stejný pohyb. V roce 1917 změřil holandský astronom J. Voûte na Royal Observatory na Mysu Dobré naděje trigonometrickou paralaxu a potvrdil, že hvězda je ve stejné vzdálenosti jako alfa Centauri a tím se Proxima stala tehdy hvězdou s nejmenší známou svítivostí. Když vešlo ve známost, že Proxima je ještě o trošku blíže, navrhl Innes jméno hvězdy Proxima Centauri.
V roce 1951 Harlow Shapley publikoval, že Proxima Centauri je eruptivní proměnnou hvězdou. Porovnání fotografických desek potvrdilo, že v 8 % pozorování je hvězda jasnější než obvykle. Tím se v té době stala nejaktivnější eruptivní proměnnou hvězdou.

## Proxima Centauri vscience fiction
V povídce „Proxima Centauri“ od Murraye Leinstera publikované v roce 1935 se k Proximě Centauri blíží vesmírná loď Adastra. Posádka ze Země objeví kromě toho, že kolem Proximy krouží planety, také velký rozžhavený prstenec. Osídlení systému je zpomalováno kvůli inteligentním rostlinám.
V roce 1957 vyšel scifi román Vladimíra Babuly Planeta tří sluncí, ve kterém popisuje cestu do soustavy a setkání s mimozemšťany na tamní planetě Kvarta. V doslovu jsou podrobné poznatky sovětských vědců k reálnosti letu.
Také povídka „Fotonová kosmická loď“ z roku 1968 bulharského autora[čí?] popisuje úspěšnou cestu k Proximě Centauri.
Jak v díle Roberta A. Heinleina Orphans of the Sky z roku 1963, česky Sirotci oblohy, tak v díle Harryho Harrisona Captive Universe z roku 1969, česky Zajatý vesmír, se vypraví generační kosmické lodě k Proximě Centauri.
Polský autor Stanislaw Lem publikoval v roce 1955 svůj velkolepý román K mrakům Magellanovým. Román popisuje i cestu k Proximě a k Alfě Centauri. Kosmická loď Gea v románu letí maximální rychlostí 180 000 km/s v době osmi let k sousednímu hvězdnému systému Slunce. Kniha pojednává o důležitých problémech mezihvězdných cest.
Podle některých astronomů je ještě bližší hvězdou temný červený trpaslík Nemesis, obíhající přímo kolem Slunce a způsobující pravidelná vymírání s periodou asi 26–30 milionů let (gravitačně způsobeným vyvrhováním asteroidů a komet z Oortova oblaku směrem k Zemi). Tato hypotéza však již byla prakticky vyvrácena.